# Liberty (Mississippi)
Liberty é uma cidade  localizada no estado americano de Mississippi, no Condado de Amite.

## Demografia
Segundo o censo americano de 2000, a sua população era de 633 habitantes.
Em 2006, foi estimada uma população de 683, um aumento de 50 (7.9%).

## Geografia
De acordo com o United States Census Bureau tem uma área de
5,3 km², dos quais 5,3 km² cobertos por terra e 0,0 km² cobertos por água. Liberty localiza-se a aproximadamente 103 m acima do nível do mar.

## Localidades na vizinhança
O diagrama seguinte representa as localidades num raio de 36 km ao redor de Liberty.